# Michał Aleksander Kurdwanowski
Michał Aleksander Kurdwanowski herbu Półkozic (zm. w 1695 roku) – podsędek halicki w latach 1680–1695, podstoli halicki od 1658 roku, (jeszcze w 1676 roku).
Poseł na sejm koronacyjny 1676 roku z ziemi halickiej. Poseł sejmiku halickiego ziemi halickiej na sejm 1677 roku.